# John Cecil (6e comte d'Exeter)
Pour les articles homonymes, voir John Cecil et Cecil.
John Cecil, 6e comte d'Exeter (15 mai 1674 - 24 décembre 1721), connu sous le nom de Lord Burghley de 1678 à 1700, est un pair britannique et député.

## Biographie
Il est le fils de John Cecil, et Anne Cavendish. Il siège comme député de Rutland de 1695 à 1700, lorsqu'il succède à son père au comté et entre à la Chambre des lords. Entre 1712 et 1715, il remplit également les fonctions de lord-lieutenant du Rutland.
Il épouse d'abord Annabella Grey, fille de Ford Grey en 1697. Après sa mort en 1698, il épouse en secondes noces Elizabeth Brownlow, fille de John Brownlow (3e baronnet), en 1699. Il meurt en décembre 1721 et son fils aîné de son second mariage, John, lui succède. Lady Exeter est décédée en 1723.